# Mehdi Carcela-Gonzalez
Mehdi François Carcela-González (Liège, 1 de julho de 1989) é um ex-futebolista marroquino que atuava como atacante.

## Carreira

### Benfica
Depois de chegar, juntamente com o marroquino Adel Taarabt, a Luz, num montante de 4 milhões de euros contraiu uma lesão no abdômen impedindo-o de participar na Supertaça. No entanto, após a sua recuperação, nunca se assumiu como titular e, cotou-se como um suplente capaz de revolucionar jogos. O seu maior destaque foi a assistência para Jonas no Bessa, num decisivo jogo para a conquista do Tricampeonato. Carcela atuou em 29 Jogos (18 como Suplente Utilizado) e apontou 3 golos (2 no campeonato). Carcela sofreu uma grave lesão no rosto em partida do campeonato belga, onde quebrou a face.

## Seleção
Ele fez parte do elenco da Seleção Marroquina de Futebol na Campeonato Africano das Nações de 2017.

## Títulos
Standard Liège
- Campeonato Belga: 2008–09
- Supertaça da Bélgica: 2009, 2010
- Copa da Bélgica: 2010–11

Benfica
- Primeira Liga: 2015–16
- Taça da Liga: 2015-16